# Fotosystém

Znázornění světelně závislých reakcí fotosystézy na thylakoidní membráně v chloroplastu rostlinných buněk. Fotosystémy jsou zde znázorněny jako PSII a PSI

Fotosystém je označení pro velký proteinový komplex (reakční centrum) účastnící se fotosyntézy a nacházející se na membráně tylakoidů rostlin, řas a mnohých fotosyntetizujících bakterií či sinic. Jedná se o enzym, který s pomocí světla redukuje molekuly. Obvykle je tvořen několika podjednotkami a obsahuje navíc množství kofaktorů. Na fotosystémech se odehrává elektronový a protonový transportní řetězec fotosyntézy.
Existují dva hlavní typy fotosystémů: fotosystémy I (v chloroplastech a v zelených sirných bakteriích) a fotosystémy II (též v chloroplastech, ale také v zelených nesirných bakteriích). Jména těchto systémů se odvíjí od historického pořadí objevů těchto dvou fotosystémů. Konkrétní názvy dvou jmenovaných fotosystémů, tedy (PSI) P700 a (PSII) P680, jsou pojmenované podle vlnové délky světla, při níž jsou tyto reakční centra nejvýkonnější. V chloroplastech a u sinic tyto fotosystémy pracují společně.